# Es ist ein Schnee gefallen
Es ist ein Schnee gefallen ist ein Volkslied, dessen Text in der Münchner Handschrift des Hartmann Schedel aus dem Jahr 1467 festgehalten wurde.
Als ältester Druck der Melodie wird traditionell die Liedersammlung Graßliedlin angesehen, die bei Christian Egenolff in Frankfurt am Main gedruckt wurde. Die Sammlung, die ohne Angabe einer Jahresangabe überliefert ist, wurde von Franz Magnus Böhme auf 1535 datiert. Da die Sammlung auch drei Lieder enthält, die bei Hans Ott erst 1544 erschienen, ist die Datierung möglicherweise später anzusetzen. Mit einem vierstimmigen Tonsatz von Caspar Othmayr erschien das Lied in Reutterische und jegerische Liedlein, Nürnberg 1549, sowie in Berg und Newbers Liederbuch, Nürnberg ca. 1550.
Das Lied wurde unter anderem von Johann Wolfgang von Goethe und Ludwig Uhland variiert. Die Interpretationen reichen von einem schlichten Naturgedicht, der Liebe eines Heimkehrenden bis zum Leid eines verstoßenen Mädchens.

## Text
Dreistrophig:
Verschneiter Weg.

Es ist ein schne gefallen

und ist es doch nit zeit,

man wirft mich mit den pallen,

der weg ist mir verschneit.

Mein haus hat keinen gibel,

es ist mir worden alt,

zerbrochen sind die rigel,

mein stüblein ist mir kalt.

Ach lieb, laß dichs erparmen

daß ich so elend pin,

und schleuß mich in dein arme!

so vert der winter hin.
Sechsstrophig:
Verschneiter Weg und Schneeballen.

Es ist ein schne gefallen

und ist es doch nit zeit:

Man wirft mich mit dem ballen,

der weg ist mir verschneit.

Mein haus hat keinen gibel,

es ist mir worden alt,

Zerbrochen sind die rigel,

mein stübelein ist mir kalt.

Ach lieb, laß dichs erbarmen,

daß ich so elend bin,

Und schleuß mich in dein arme:

so fert der winter hin.

Der winter wil uns entweichen,

der sumer fert da her;

Mir liebt ein seuberleiche,

wolt got sie were mein!

Ich hat mir außerkoren

ein minnigliches leut,

An dem hab ich verloren

mein lieb und auch mein treu.

Das liedlein sei gesungen

von einem frewlein fein:

Ein ander hat mich verdrungen,

das muß ich gut lan sein.

## Übertragung ins Neuhochdeutsche
Es ist ein Schnee gefallen

Es ist ein Schnee gefallen

und es ist doch nicht Zeit,

man wirft mich mit den Ballen,

der Weg ist mir verschneit.

Mein Haus hat keinen Giebel,

es ist mir worden alt,

zerbrochen sind die Riegel,

mein Stüblein ist mir kalt.

Ach Lieb, laß dich’s erbarmen

daß ich so elend bin,

und schließ mich in dein’ Arme

so fährt der Winter hin.

## Abweichende Version
Eine von der oben genannten verbreitete abweichende Version der ersten Strophe lautet:
Es ist ein Schnee gefallen

Es ist ein Schnee gefallen,

wann es ist noch nit Zeit;

ich wollt zu meinem Buhlen gan,

der Weg ist mir verschneit.
An diese Version der ersten Strophe können sich die erste und zweite Strophe der oben zitierten Liedversion anschließen.
Es gibt aber auch eine fünfstrophige Version des Liedes, bei der sich an die zuletzt zitierte Variante der ersten Strophe vier ganz andere Strophen anschließen:
Es ist ein Schnee gefallen, Volkslied (1535)

(Die erste Strophe ist die zuletzt zitierte.)

Es gingen drei Gesellen

spazieren um das Haus;

das Maidlein was behende,

es lugt zum Laden aus.

Der ein der was ein Reiter,

ein ander ein Edelmann,

der dritt ein stolzer Schreiber,

denselben wollt es han.

Er tät dem Maidlein kromen

von Seiden ein Haarschnurr;

er gab demselben Maidlein:

Bind du dein Haar mit zu!

Ich will mein Haar nit binden,

ich will es hangen lan.

Ich will wohl diesen Sommer lang

fröhlich zum Tanze gan.

## Melodie
Die originale und bis heute bekannteste Melodie lautet:

## Form
Das Gedicht besteht aus drei Strophen mit je vier Versen, die im dreihebigen Jambus gehalten sind. Auf eine weibliche Kadenz folgt eine männliche. Der Kreuzreim taucht als Endreim in allen Strophen auf. Die unmittelbare Wirkung des Gedichts liegt am einzelnen Aufzählen des Geschehens; Schnee fällt zur unrechten Zeit, der Sprecher wird mit einem Schneeball beworfen und der Weg ist zugeschneit sowie der einfachen Form der Volksliedstrophe.

## Interpretation
Berücksichtigt der Interpret das in der ersten Strophe entwickelte Szenarium als Wetterereignis, dann gewinnt die Bildlichkeit des Gedichts größere Aufmerksamkeit als psychologisierende Deutungen. Ein Landstrich im beginnenden Winter, darin ein Mann zu sehen ist der von Dritten mit Schneebällen beworfen wird. In der nächsten Strophe steht er vor seinem Haus, das sich in einem sehr schlechten Zustand befindet. Das Bauelement Riegel lässt hierbei auf ein Fachwerkhaus schließen. Nachdem er sich in seiner Behausung begibt und auf seine Liebe hofft, ist die Landschaft mit Schnee bedeckt.
Gerhard Rothbauer verortet das Ereignis in einer dörflichen Gegend und sieht im Gegensatz zu der Mehrzahl der Interpreten statt einem männlichen Subjekt „ein junges Mädchen, schwanger wahrscheinlich, dazu noch von dem jungen Vater verlassen, nun ins Elend gejagt“. Sie droht das Opfer des verfrühten Wintereinbruchs zu werden. Laut Rothbauer wäre ein trostloses männliches Subjekt nicht mit Schneebällen davongejagt worden. Tatsächlich fürchten sich die Werfer nicht einmal vor Gegenwehr. Das Haus, dem Einsturz nahe, kann für die Schwangere selbst stehen. Schließlich fleht sie den Geliebten an um den Winter zu überstehen.

## Rezeption
Johann Wolfgang von Goethe verfasste 1817 das Frühlingsgedicht März, in dem nach dem einleitenden Vers „Es ist ein Schnee gefallen“ die Enttäuschung über den ausbleibenden Frühling folgt. Durch die erhoffte Zusammenkunft des Paares werde sich der Sommer ankündigen. Der Komponist Carl Loewe vertonte 1844 Goethes Gedicht.
Ludwig Uhland gab 1844 das Lied als 44. Gedicht in seiner Volksliedsammlung Alte hoch- und niederdeutsche Volkslieder heraus. Sein Gedicht Winterreise handelt von einem lyrischen Ich, der wegen einer erloschenen Liebe durch Straßen und Wald irrt, ehe er in einem Dorf Halt macht. Uhlands Lied wurde von Richard Strauss vertont.
Im Lustspiel Ein Dorf ohne Männer von Ödön von Horváth singt die Gattin des verarmten Grafen von Hermannstadt, der sie noch für eine Hexe hält, das Lied zu Lautenklängen.
Der Liedermacher Franz Josef Degenhardt zitiert mehrere Verse in seinem Lied Winterlied, das 1980 auf dem Album Der Wind hat sich gedreht im Lande erschien.
Das Lied wurde unter anderem von den Folk-Musikgruppen Wacholder und Zupfgeigenhansel ins Programm genommen und erschien auf dem Album Herr Wirt, so lösche uns’re Brände von Wacholder (Amiga, 1983) und Liebeslieder von Zupfgeigenhansel (Musikant, 1984). Ebenso ist das Lied auch 2015 auf dem Album Traumländlein der Musikgruppe Bube Dame König erschienen.

### Textausgaben
- Unbekannt: Verschneiter Weg. In: Alte hoch- und niederdeutsche Volkslieder mit Abhandlung und Anmerkungen herausgegeben von Ludwig Uhland. Erster Band. J. G. Cotta’scher Verlag, Stuttgart und Tübingen 1844, S. 91.
- Unbekannt: Es ist ein Schne gefallen. In: Das Buch deutscher Dichtung. Von Luther bis Leibniz. Band 3, Insel, Leipzig 1942, S. 192.
- Robert Franz: Es ist ein Schnee gefallen. In: Sechs Lieder für gemischten Chor componirt und der Singacademie in Halle gewidmet von Robert Franz. Op. 24. Partitur und Stimmen. F. Whistling, Leipzig 1861, S. 3

### Sekundärliteratur
- Werner Danckert: Symbol, Metapher, Allegorie im Lied der Völker. Band 1–4, Verlag für Systematische Musikwissenschaft, Bonn und Bad Godesberg 1974–1978.
- Wolfgang Koeppen: Welteinsamkeit. In: Marcel Reich-Ranicki (Hrsg.): Frankfurter Anthologie. Band 3, Insel, Frankfurt am Main 1978, S. 19–21.